# Drosophila saltans
Drosophila saltans este o specie de muște din genul Drosophila, familia Drosophilidae, descrisă de Sturtevant în anul 1916. Conform Catalogue of Life specia Drosophila saltans nu are subspecii cunoscute.